# Westwood House
Westwood House est une maison seigneuriale, près de Droitwich, Worcestershire, Angleterre. Elle est subdivisée en douze appartements indépendants. La maison a pour origine une salle de banquet élisabéthaine avec des ajouts de l'époque Caroline et est un bâtiment classé Grade I . C'est depuis plusieurs siècles le siège de la famille Pakington  . Situé à l'ouest de Droitwich, il se trouve au centre de son ancien domaine, Westwood Park, qui est classé Grade II dans le registre national des parcs et jardins historiques .
Avec ses quatre ailes diagonales, ajoutées à la maison d'origine du début du XVIIe siècle un peu plus tard au cours du même siècle , la conception de la maison est précurseur du plan papillon qui est populaire au XIXe siècle .

## Maison
Située sur un terrain en hauteur, la maison ressemble beaucoup à un château normand. Elle est construite en briques avec pierres angulaires et parapets. Le noyau de la maison date d'environ 1600 et est carré et haut de trois étages; le salon occupait le premier étage et était éclairé par de larges baies vitrées. Des ailes se projettent en ligne à partir du centre de chaque coin de la maison et communiquent, par des portes à chaque étage, avec le bâtiment central. A quelque distance de chaque aile, mais en face d'elles, se trouvent de petites tours carrées qui étaient autrefois reliées par des murs au corps de logis principal ; mais les murs ont été enlevés ou abattus, et les tours sont maintenant seules .
La guérite est immédiatement devant la maison à peu de distance en avant ; la porte a une loge en brique rouge de chaque côté avec des pignons et des pinacles ornementaux. La porte entre eux est ornée des inscriptions héraldiques de la famille, le mulet ou étoile à cinq pointes, et au-dessous d'eux les vêtements ou gerbes de blé. Ces paliers sont également sculptés sur les parapets, les épis formant les pilastres et les mulets les balustres. La charpente au-dessus de la porte, avec son haut toit pointu et son petit pinacle, est très pittoresque .
Les écuries et les bureaux des domestiques se trouvaient à une courte distance à l'arrière de la maison, et le potager couvre l'emplacement du couvent depuis longtemps démoli .

## Parc
Écrivant en 1891, Laura Valentine écrit que la maison est au centre d'un grand parc bien boisé, avec un lac d'une certaine taille à l'est, et de belles avenues de grands arbres centenaires qui en rayonnaient. La façade du manoir commande une vue sur le lac. Des fenêtres de la bibliothèque, une vue grandiose ouvre sur "un pays des plus beaux et des plus vallonnés". Le lac (qui occupe 60 acres (24,28113852 ha) ), les avenues rayonnantes et les chênes centenaires ajoutaient à sa beauté. "Il y a, en effet, dans tout le Worcestershire une douce beauté de paysage qui est très envoûtante" .
Bien que la maison et le grand lac subsistent, le parc n'est plus que l'ombre de lui-même. Par exemple, la seule avenue bordée d'arbres restante est une ligne droite qui mène de Droitwich à la guérite .

## Histoire
Eustache de Say et son fils Osbert FitzHugh donnent l'église située à Westwood à l'abbaye de Fontevraud, dans la vallée de la Loire, où sont enterrés Henri II d'Angleterre, son épouse la reine Aliénor d'Aquitaine et leur fils Richard Cœur de Lion. Peu de temps après, un petit prieuré est érigé à Westwood, dédié à la Bienheureuse Vierge Marie, pour six religieuses bénédictines. Au fil des siècles, le couvent s'agrandit jusqu'à ce qu'il compte finalement dix-huit sœurs. La dernière prieure, Joyce Acton, reçoit à la dissolution une pension annuelle de dix livres .
Après la dissolution, Henry VIII accorde Westwood, avec ses terres domaniales, à Sir John Pakington . Le siège de la famille Pakington est dans le village adjacent de Hampton Lovett, mais cette maison est incendiée pendant la guerre civile anglaise, ils déménagent donc à Westwood. La maison de Westwood est construite sous le règne d'Elizabeth comme salle de banquet par le neveu de Sir John, également John Pakington (1549-1625). La maison est agrandie et réparée et le parc est amélioré   .

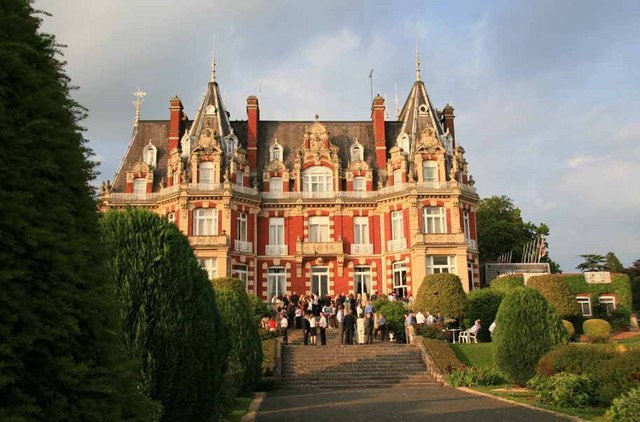
Château Impney, Droitwich.

Pendant la dernière partie de la guerre et l'interrègne, la maison est la résidence de Sir John Pakington (2e baronnet) (1621–1680), un ardent royaliste qui est jugé par le Parlement ; ses biens sont séquestrés et il est considérablement pillé, mais il compose finalement avec le comité parlementaire pour 5 000 £. Sa maison est le refuge de savants qui soutiennent la cause du roi : le docteur Henry Hammond trouve refuge auprès de lui, tout comme les évêques George Morley, John Fell (évêque), Peter Gunning .
Il existe un lien entre " Whole Duty of Man " (un tract anglican influent et populaire) et Westwood House, car bien que l'auteur soit inconnu, l'introduction est écrite par Henry Hammond, et cela conduit certains à spéculer que la femme de Sir John, Dorothy, Lady Pakington, en est peut-être l'auteur  .
Pendant et après la Glorieuse Révolution, l'hospitalité éprouvée de Westwood House est étendue à ceux qui prêtent serment d'allégeance à Guillaume d'Orange, et le doyen George Hickes écrit plusieurs de ses œuvres importantes à Westwood .
Au XIXe siècle, la maison est la résidence de John Pakington (1er baron Hampton), un homme politique conservateur britannique, qui avant de perdre son siège de Droitwich aux Communes en 1874 et d'être élevé à la pairie occupe un certain nombre de postes gouvernementaux. L'homme qui le bat lors de cette élection est un industriel libéral John Corbett. Il fait construire une maison dans le style d'un château Louis XIII. Connu sous le nom de Chateau Impney, il se trouve à environ un mile de Westwood et bien qu'il ait été construit dans ce style pour plaire à sa femme franco-irlandaise, "Plus pertinent était peut-être son désir de faire un pied de nez à son rival politique, Sir John Pakington de Westwood House" (Sir Nikolaus Pevsner) .